# Commission nationale sur les attaques terroristes contre les États-Unis
La commission nationale sur les attaques terroristes contre les États-Unis dite commission du 11 Septembre (en anglais National Commission on Terrorist Attacks Upon the United States ou 9/11 Commission) est une commission d'enquête parlementaire américaine qui a été mise en place fin 2002 pour étudier les circonstances autour des attentats du 11 septembre 2001.

## Historique
Créée par une proposition de loi du congrès des États-Unis ensuite approuvée par le président, elle avait pour mandat d'étudier de manière exhaustive les circonstances entourant les attentats du 11 septembre 2001 ainsi que d'avancer les préparatifs et recommandations pour une réponse immédiate à l'attaque.
Présidée par l'ancien gouverneur du New Jersey, Thomas Kean, la facette publique de cette commission comprenait cinq membres du Parti démocrate et cinq membres du Parti républicain, le fonctionnement opérationnel étant confié à une équipe permanente de 75 personnes, dirigée par Philip D. Zelikow, assisté de Christopher Kojm et Daniel Marcus, et dont le porte parole était Al Felzenberg.
C'est l'équipe permanente composé de 75 personnes qui, chargée de la conduite des enquêtes, approvisionnait les parlementaires en matériaux sur lesquels ceux-ci travaillaient lors de leurs réunions.
Ses premières conclusions ont fait état des défaillances de la CIA et du FBI, qui ont permis aux attentats terroristes d'avoir lieu. La commission a mis en avant le fait que cette défaillance a représenté le plus grand échec des services de renseignement américains dans l’histoire du pays — conclusions auxquelles était déjà parvenue la presse du pays —, et a préconisé de profondes réformes dans la communauté du renseignement.
Elle a été dissoute le 21 août 2004 après la publication de son rapport le 22 juillet 2004.
Fin 2007, l'information selon laquelle la CIA avait détruit les enregistrements d'interrogatoires de deux responsables d'Al-Qaïda détenus à Guantanamo, Abou Zubaydah et Abdel al Rahim al-Nashiri, a provoqué la réaction de Thomas H. Kean et Lee H. Hamilton, les président et vice-président de la commission. Ils regrettent que la CIA leur ait caché l'existence de tels enregistrements et, à la fin de 2003 et au début de 2004, ait refusé l'accès aux détenus aux fins d'interrogation en direct. Ils regrettent que les représentants du gouvernement aient soutenu la CIA contre le mandat que le Congrès et le président Bush leur avaient confié et favorisé cette obstruction à leur enquête.

## Membres
Liste des membres :
Républicains :
- Thomas Kean (Président)
- John Lehman
- Slade Gorton
- Fred F. Fielding
- James R. Thompson.

Démocrates :
- Lee H. Hamilton (Vice-président)
- Richard Ben-Veniste
- Jamie Gorelick

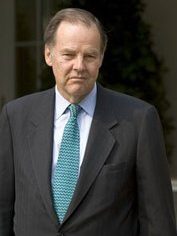
Le vice-président de la Commission Thomas Kean

- Max Cleland (jusqu'en novembre 2003), puis Bob Kerrey dès mai 2004
- Timothy J. Roemer.

Max Cleland fut le seul élu de la commission à faire des déclarations pour exposer son attitude critique (« Je ne participerai pas à une approche partiale de la collecte de données. Je ne participerai pas une production précipitée de résultats. Je ne participerai pas aux pressions politiques pour faire ceci ou cela » "). En novembre 2003, le président Bush le nomma à la direction d'une institution financière, la Export-Import Bank, le poussant à  démissionner de la commission.
Le président Bush avait initialement nommé l'ancien secrétaire d'État Henry Kissinger à la tête de la commission (et George Mitchell comme adjoint), mais il en démissionna parce qu'il aurait été obligé de rendre public le nom des clients de sa société de conseil Kissinger Associates.

## Le rapport

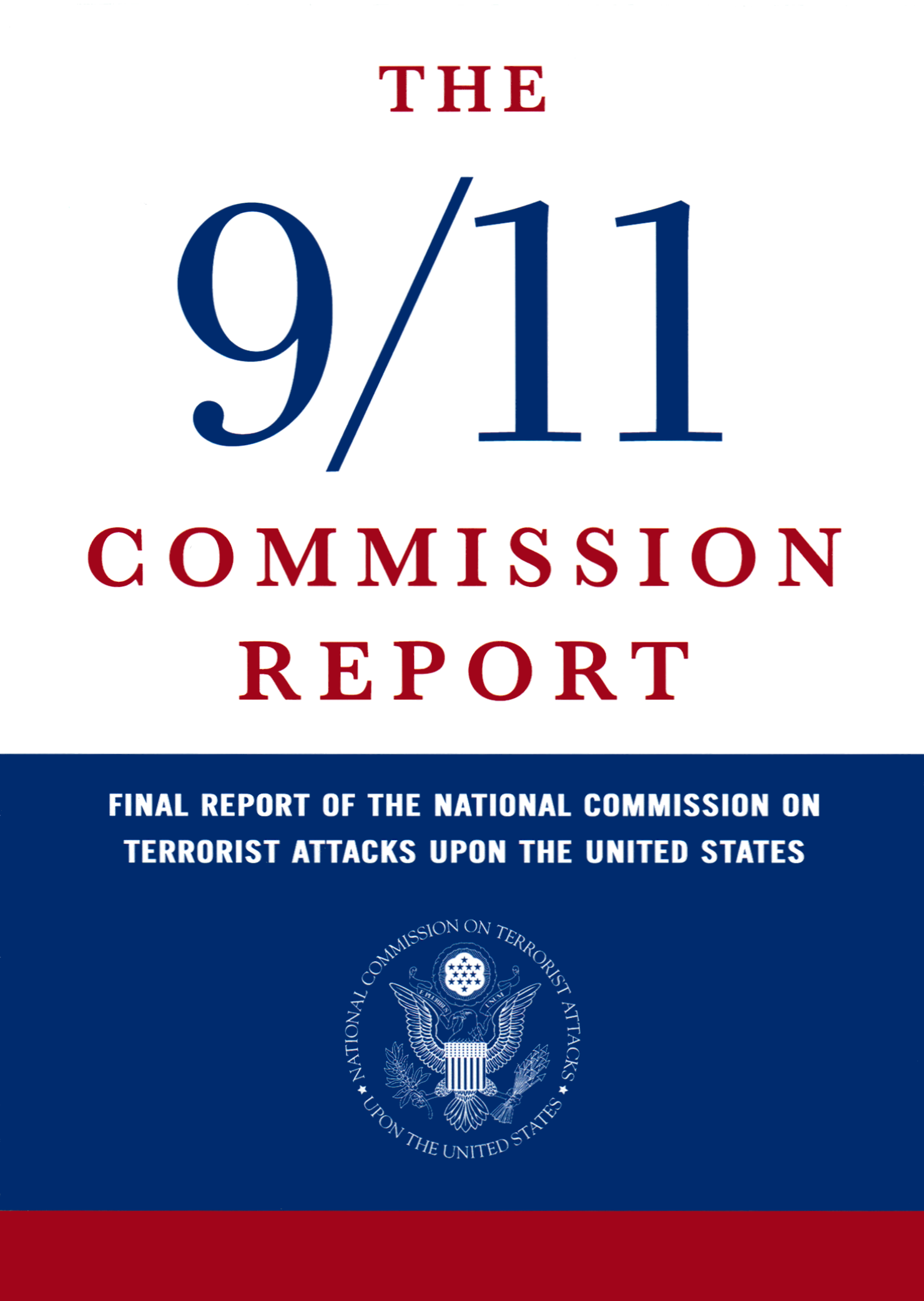
La couverture du rapport final qui est vente pour le public.

La commission publia le rapport final, fruit du consensus des 10 commissaires, le 22 juillet 2004. Plus de 1 200 personnes à travers 10 pays furent interrogées. Elle inspecta plus de deux millions et demi de pages de documents, dont les documents classifiés pour cause de sécurité nationale. Avant d'être publié, le rapport a été purgé de toutes informations classifiées.
De plus, la commission a publié plusieurs annexes, notamment sur le financement et le parcours des terroristes.

## Critiques
- Des critiques ont fait remarquer que le budget alloué à sa mission (14 millions de dollars, initialement 3, les 11 millions restants étant accordés par la suite à la demande de la commission), était faible comparé aux 50 dédiés à l'enquête sur l'accident de la navette spatiale Challenger et aux 43 de celle sur l'affaire Monica Lewinsky.
- John Farmer, l’avocat-conseil de la commission, déclara dans son livre[7] : « À un certain niveau du gouvernement, à un certain moment donné… il y a eu une entente pour ne pas révéler la vérité à propos de ce qui s’était passé… J’ai été choqué de voir la différence entre la vérité et la manière dont elle a été décrite. »
- Plusieurs autres membres de la commission ont révélé de sérieux doutes concernant leurs propres conclusions[8],[9].

### Accusations de partialité de la commission
Des membres des associations de familles de victimes se sont plaints que la commission était entachée d'un certain nombre de conflits d'intérêts.
9-11 Family Steering Committee et 9/11 CitizensWatch, en particulier, appelèrent à la démission de Philip D. Zelikow, la tête effective de la commission. Zelikow avait été membre du President's Foreign Intelligence Advisory Board. Au début de la présidence de George W. Bush, il avait eu pour tâche avec Condoleezza Rice de réorganiser le Conseil de sécurité nationale, avec laquelle il avait coécrit un livre. Dans sa déposition devant la commission, il avait reconnu avoir été présent -avec Rice- de décembre 2000 à janvier 2001 lors des comptes rendus présentés par Richard Clarke sur la menace Al-Qaïda. De plus Zelikow avait été le président de l’Aspen Strategy Group, un think tank qui comptait à l’époque parmi ses membres Condoleezza Rice, Dick Cheney et Paul Wolfowitz.
Après la dissolution de la commission, Zelikow rejoignait Condoleezza Rice, au département d'État.
En outre, l'association avait établi une liste des relations pouvant générer un conflit d'intérêts :
- Thomas Kean a été membre du conseil d'administration du National Endowment for Democracy, association à but non lucratif soutenue par le gouvernement américain. Kean a aussi historiquement des liens d'affaires en Arabie saoudite qui ont soutenu financièrement George W. Bush et Oussama Ben Laden dans le passé[réf. nécessaire]. Il a par exemple été en relation avec Khalid Bin Mahfouz, un supposé financier de terroristes. Il a été ou est au conseil de Pepsi Bottling, la compagnie pétrolière Amerada Hess, UnitedHealth Group, CIT Group et Aramark.
- Fred F. Fielding a fait du lobbying pour Spirit Airlines et United Airlines[14].
- Slade Gorton a eu des liens étroits avec Boeing[15], le constructeur des quatre avions perdus le 11 septembre ; il a également représenté plusieurs grandes compagnies aériennes, dont Delta Air Lines[14].
- Max Cleland, ancien sénateur américain, a reçu 300 000 dollars de l'industrie aérienne[14].
- James Thompson est à la tête d'un cabinet d'avocats, Winston & Strawn, qui a été payé 380 000 dollars par American Airlines pour les deux années de lobbying[16]. Deux des quatre avions utilisés lors des attentats appartenaient à cette entreprise.
- Richard Ben-Veniste, ancien procureur durant l'affaire du Watergate est associé d'un cabinet d'avocats ayant plaidé en faveur du propriétaire du WTC, contre les assurances impliquées par la destruction du WTC. Il a également des liens avec Boeing et United Airlines[14].
- Tim Roemer représente Boeing et Lockheed Martin[14].
- Lee Hamilton siège dans de nombreux conseils consultatifs, dont ceux de la CIA, du département à la sécurité intérieure et de l'US Army[17].

La commission a répondu que tout ceci ne représentait pas de conflits d'intérêts majeurs et a déclaré qu'elle se considérait par conséquent comme impartiale.

### Filmographie
- (fr) Sur la création de la Commission d'enquête sur le 11/9, voir aussi le film documentaire tourné par des partisans des théories du complot à propos des attentats du 11 septembre 2001, 9/11: Press for Truth.